# ベンジャミン・クリッツァー
ベンジャミン・クリッツァー（Benjamin Kritzer、1989年〈昭和64年〉1月2日 - ）は、日本の批評家。個人ブログでは、デビット・ライス（Davit Rice）名義にて書評や映画評論などを発表している。

## 経歴
1989年（昭和64年）京都府生まれ。アメリカ国籍。両親ともに大学教員を務めるアメリカ人であり、京都で生まれ育った。立命館大学文学部英米文学専攻卒業後は、同志社大学大学院へ進学し、2014年（平成26年）にグローバル・スタディーズ研究科を修了し修士号を取得する。なお、院修了後はフリーターや会社員をしながら、ブログ「道徳的動物日記」を開始する。なお、アカデミックキャリアとして学者の道を選択しなかったが、その理由として自著『21世紀の道徳』での「あとがき」に、学者の共同体みたいなものに馴染めなかったことを挙げている。
ブログを始めた当初は、修士時代に研究していた動物倫理学やジェンダー論について紹介・考察するものであったが、その後ブログを書き進めるうちに功利主義をも執筆しようと思い立ち、さらにはその前提となる学問のあり方についても検証することで執筆する領域が広がってきたと述べている。

## 親族
- 父: ロバート・クリッツァー - 仏教学者[6]。京都ノートルダム女子大学教授。
- 母: エリザベス・ケニー - 仏教学者[6]。関西外国語大学教員。
- 兄: バジル・クリッツァー - ホルン奏者、作家。

## 主な著作

### 単著
- 『21世紀の道徳―学問、功利主義、ジェンダー、幸福を考える』晶文社 犀の教室、2021年。
- 『モヤモヤする正義　感情と理性の公共哲学』晶文社 犀の教室、2024年。

### 主な論考
- 「動物たちの未来は変えられるか?」『atプラス 思想と活動』第32号、太田出版、2017年5月、54-65頁。
- 「ポリティカル・コレクトネスの何が問題か : アメリカ社会にみる理性の後退」『クライテリオン = Criterion : 表現者 : 「危機」と対峙する保守思想誌』第18号、啓文社、2021年5月、122-127頁、CRID 1520854806276573952。
- 「世界で燃え広がるキャンセル・カルチャー 日米の事例から考える現代版「私刑」の功と罪」『中央公論』第5巻第136号、中央公論新社、2022年5月、94-101頁、CRID 1524232505998382976。
- 「「感情」と「理性」 : けっきょくどちらが大切なのか?」『群像』第7巻第77号、講談社、2022年7月、165-176頁、CRID 1520573825977870848。

### 連載
- 「動物と人間のあいだ」『晶文社スクラップブック』晶文社、2020年11月号 -[1]